# Camaricus parisukatus
Camaricus parisukatus là một loài nhện trong họ Thomisidae.
Loài này thuộc chi Camaricus. Camaricus parisukatus được Alberto Barrion & James A. Litsinger miêu tả năm 1995.